# Індексний каталог
І́ндексний катало́г (англ. The Index Catalog, скорочено — IC) — каталог туманностей та зоряних скупчень (New General Catalogue of Nebulae and Star Clusters), додаток до нового загального каталогу (NGC).
Перший додатковий каталог (IC-I), складений та виданий Джоном Дреєром 1895 року, містив 1 529 об'єктів, відкриті між 1888 та 1894 роками.
Другий додаток (IC-II) видано теж Дреєром 1908 р. Він містив об'єкти, відкриті між 1895 та 1907 роками. Загальна кількість об'єктів індексного каталогу склала 5386.
Більшість об'єктів індексного каталогу є слабкими та малопомітними. Їх досить важко (іноді — майже неможливо) знайти візуально.
Частину цих об'єктів (переважно з першого видання) відкрито візуальними спостереженнями за допомогою великих телескопів, але більшість — знайдено фотографічно.
Хоча відомі й винятки з цього правила. Наприклад, розсіяне зоряне скупчення M25, відоме ще Мессьє, було включене лише до другого індексного каталогу (IC 4725). Ще один приклад — велике розсіяне зоряне скупчення у сузір'ї Змієносця IC 4665, що відсутнє й у каталозі Мессьє.